# C’Chartres Échecs
C’Chartres Échecs – francuski klub szachowy z siedzibą w Chartres, mistrz kraju z 2024 roku.

## Historia
Klub został założony w 2007 roku przez François Gilles’a. Od początku jego funkcjonowania zawodnikiem klubu był Namiq Quliyev. W 2017 roku zespół awansował do Nationale I, a dwa lata później uzyskał awans do Top 12. W 2021 roku klub uzyskał piąte miejsce w lidze. W kolejnym roku powtórzono to osiągnięcie. W sezonie 2023 C’Chartres Échecs zajął trzecie miejsce w mistrzostwach Francji, ulegając jedynie Asnières – Le Grand Échiquier i CE Bischwiller. W tym samym roku klub wziął udział w Pucharze Europy. Zespół wygrał wówczas z TSM Schifflange, Gambitem Bonnevoie, Wasa SK, Obiettivo Risarcimento Padova, zremisował z Rishon LeZion Chess Club i Vüqarem Həşimovem, a przegrał z SC Viernheim, zajmując w końcowej klasyfikacji jedenaste miejsce. W 2024 roku klub zdobył mistrzostwo kraju. W kadrze drużyny znajdowali się wówczas Kiriłł Szewczenko, Rauf Məmmədov, Daniel Dardha, Maxime Lagarde, Marc’Andria Maurizzi, Gata Kamski, Wasyl Iwanczuk, Christian Bauer, Namiq Quliyev, Augustin Droin, Timothé Razafindratsima, Deimantė Cornette i Manon Schippke. W Pucharze Europy klub zajął dwunaste miejsce. Odniesiono wówczas zwycięstwa nad Raahenem Linnoitus, FC St. Pauli, Werderem Brema i Rishon LeZion Chess Club, zremisowano z SK Rockaden Stockholm i Türk Hava Yolları SK i przegrano z Alkaloidem Skopje.

## Arcymistrzowie w historii klubu
- Christian Bauer[10]
- Daniel Dardha[7]
- Laurent Fressinet[11]
- Wasyl Iwanczuk[12]
- Gata Kamski[13]
- Maxime Lagarde[10]
- Marc’Andria Maurizzi[13]
- Rauf Məmmədov[10]
- Zoltán Medvegy[14]
- Namiq Quliyev[14]
- Kiriłł Szewczenko[7]
- Siergiej Tiwiakow[15]